# Прекращение организации
Прекраще́ние (организации) — общий термин для наименования корпоративного действия, при котором существующее юридическое лицо прекращает своё существование. Прекращение юридического лица осуществляется в результате ликвидации либо в результате реорганизации в форме слияния, присоединения, разделения и преобразования. 